# 新保友紀子
新保 友紀子（しんぼ ゆきこ、1965年9月24日 ‐ ）は、日本のソプラノ歌手。千葉県出身。二期会会員。

## 略歴
千葉県佐倉市出身。千葉県立千葉女子高等学校を経て、東京芸術大学音楽学部声楽科を卒業。大学在学中に劇団四季ミュージカル「新・裸の王様」に主演する他、「ウェストサイド物語」などに出演。文学座研究所、青年座研究所で演技を学ぶ。
- 1995年に渡欧し、ウィーン、イタリア、ブリュッセル・コンセルヴァトワールなどで研鑽を積む。
- 1997年、フランスのトゥールーズ・キャピトル座、ニース・オペラ座のオペラ・ガラ・コンサートにて、世界的バリトン、ホセ・ファンダムと共演し、ヨーロッパデビュー。
- 2002〜2003年、バイエリッシェ・カンマーオーパーにてパーセル作曲「ディドとエネアス」のベリンダ役をドイツの21都市で歌う。2002年、フィンランドのタンペレ・オーケストラの定期演奏会にて、グルック作曲「オルフェオとエウリディーチェ」の演奏会形式、アモーレ役。
- 2003年、リエージュ・オペラ座で「ホフマン物語」のオランピア役を病気の歌手の代役として、急遽歌い、大成功を収める。2003年、オーストリアで「愛の妙薬」のアディーナ役。その他、ベルギーのモザン夏の音楽祭に12回、ブリュッセル・サマー・フェスティヴァルなど、ヨーロッパ各地にてコンサート、フェスティヴァルに多数出演。また、バッハ「マタイ受難曲」、ヘンデル「メサイヤ」、モーツァルト「踊れ喜べ幸いなる魂よ」などのオラトリオのソリストも多数つとめる。
- 2005年より、夫でピアニストのニコラ・ヴァン・ナースと共に日本でもコンサート活動を始める。2007年の「ティアラこうとう」のリサイタルでは、音楽現代誌に「新保の歌の中には、人生は幸せといった雰囲気と表情がみえた。」と評価される。
- 2.08年、ブリュッセルにて、夫ニコラ・ヴァン・ナースと共に歌とピアノのリサイタルを開催し、絶賛される。2010年、初CD「金子みすゞ童謡曲集」をリリース。伴奏は、ニコラ・ヴァン・ナース。　出典・参考：https://www.office-pam.com/modules/information/article.php?infoid=78
- 2016年　日本・ベルギー友好　150年記念コンサート　出典・参考：http://klastyling.com/2016/10/66631429/

これまでの演奏会が、たびたび、ベルギーやフランスのテレビやラジオで放送された。